# Batalla de Tehuacán
La batalla de Tehuacán fue una acción militar emprendida entre el 19 de enero y el 21 de enero de 1817, en la población de Tehuacán, hoy estado de Puebla. El ejército insurgente al mando de Manuel Mier fue sitiado por las fuerzas realistas al mando de Rafael Bracho, que buscaban recobrar el control de la región a favor de la corona española.

## Antecedentes.

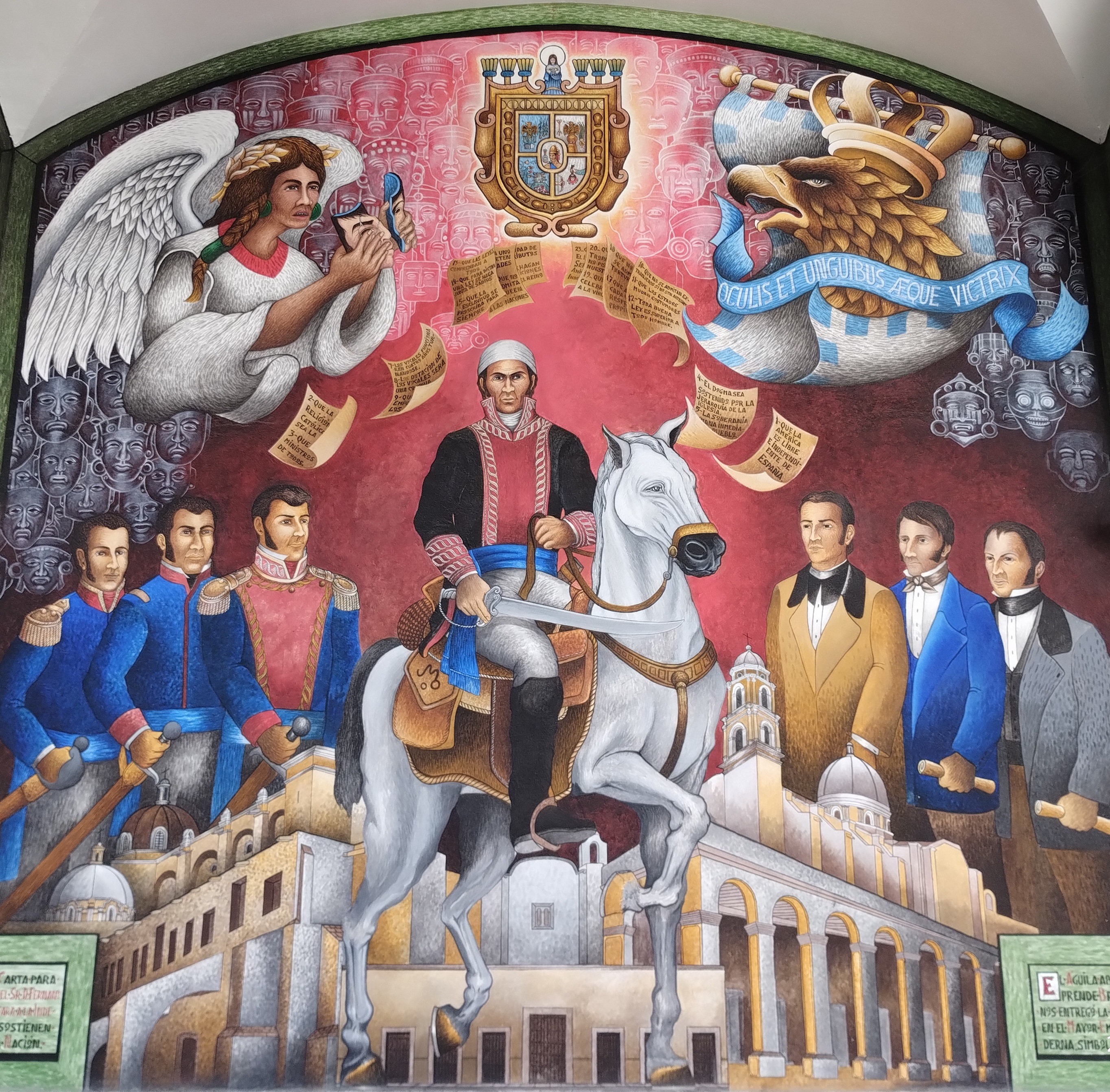
José María Morelos y Pavón fue el Jefe insurgente de la segunda etapa de la Independencia de México (1811-1815). Hizo de Tehuacán su base de operaciones en 1812.

La ciudad de Tehuacán fue una plaza importante desde los primeros años de la guerra de Independencia. Ente agosto a noviembre de 1812, José María Morelos hizo de la ciudad su base de operaciones, desde donde logró la toma de Orizaba y posteriormente la capitulación de Oaxaca. 
En marzo de 1814, Ignacio López Rayón ocupó Tehuacán, teniendo bajo su mando al insurgente Manuel Mier y Terán. En junio de 1814, López Rayón dejó la plaza para auxiliar a los insurgentes apostados en Zacatlán. Sin embargo, Mier y Terán decide mantenerse en Tehuacán, desobedeciendo las órdenes de su superior.
Posteriormente, en julio de 1814, arribó a la ciudad el insurgente Juan N. Rosains, junto con Guadalupe Victoria y el padre José Manuel Correa. Este último es quien propuso la idea de fortificar el Cerro Colorado. En noviembre de 1814, las tropas realistas llegaron al pie de la fortaleza del Cerro Colorado, pero decidieron no tomarla por lo difícil que hubiera resultado esa empresa. 

Pese a que inicialmente Mier y Terán estaba bajo las órdenes de Rosains, debido al mando despótico de este último, en agosto de 1815 se le hizo aprender para ser juzgado por el Congreso insurgente. Rosains logró fugarse y obtener el indulto de las autoridades virreinales. En consecuencia, Mier y Terán asumió el mando de Tehuacán.

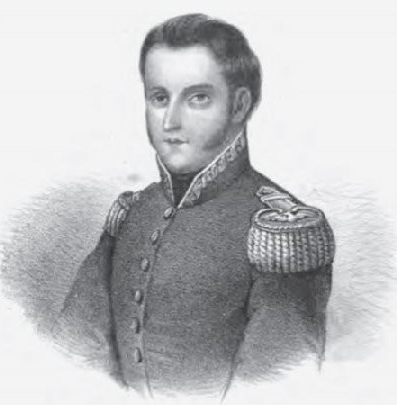
Manuel Mier y Terán (Ciudad de México, 18 de febrero de 1789-Padilla, Tamaulipas; 3 de julio de 1832) fue un militar y político insurgente.

Desde Tehuacán, el área de influencia insurgente se extendía al norte hasta San Andrés Chalchicomula, en la sierra hacia el oriente, colaboraban con él, en la zona de Ixtapa, Félix Luna y Montiel en Maltrata; al sureste tenía ocupado Teotitlán del Camino en Oaxaca; en la Mixteca fortificó el cerro de Santa Gertrudis; ocasionalmente ocupó la cañada de los Naranjos, cuando pasaban los convoyes de Izúcar a Huajuapan; y, en el occidente, la posición de Tepexi de la Seda era vital para mantener el control de Tehuacán.
En septiembre de 1815, Mier y Terán y las fuerzas insurgentes derrotaron al ejército realista de Miyares en Acultzingo. Posteriormente, éstos se enfrentaron al Batallón de Navarra, entre el poblado de San Andrés y la hacienda de Tepatitlán, venciendo a los realistas. También atacaron con éxito el pueblo de Molcajete.
El 12 de octubre de 1815, Mier y Terán y las tropas insurgentes atacaron por sorpresa al ejército realistas del general Melchor Álvarez, compuesto por 700 soldados de batallón de Saboya y 100 dragones, los cuales se encontraba sitiando a los insurgentes apostados en Teotitlán, bajo el mando de Joaquín Mier y Terán. Con lo cual se levantó el sitio de esa población. El 27 de diciembre de 1815, los insurgentes vencieron a los realistas al mando del coronel Barradas, en la hacienda El Rosario. 
Por la importancia y seguridad que Tehuacán ofrecía al movimiento insurgente, es que el Congreso de Anáhuac decidió trasladar su sede a esa ciudad, llegando en el mes de noviembre de 1815. Aunque el mismo sería disuelto por diferencias con los líderes de la insurgencia a finales de ese año.

## Defensa de Tehuacán

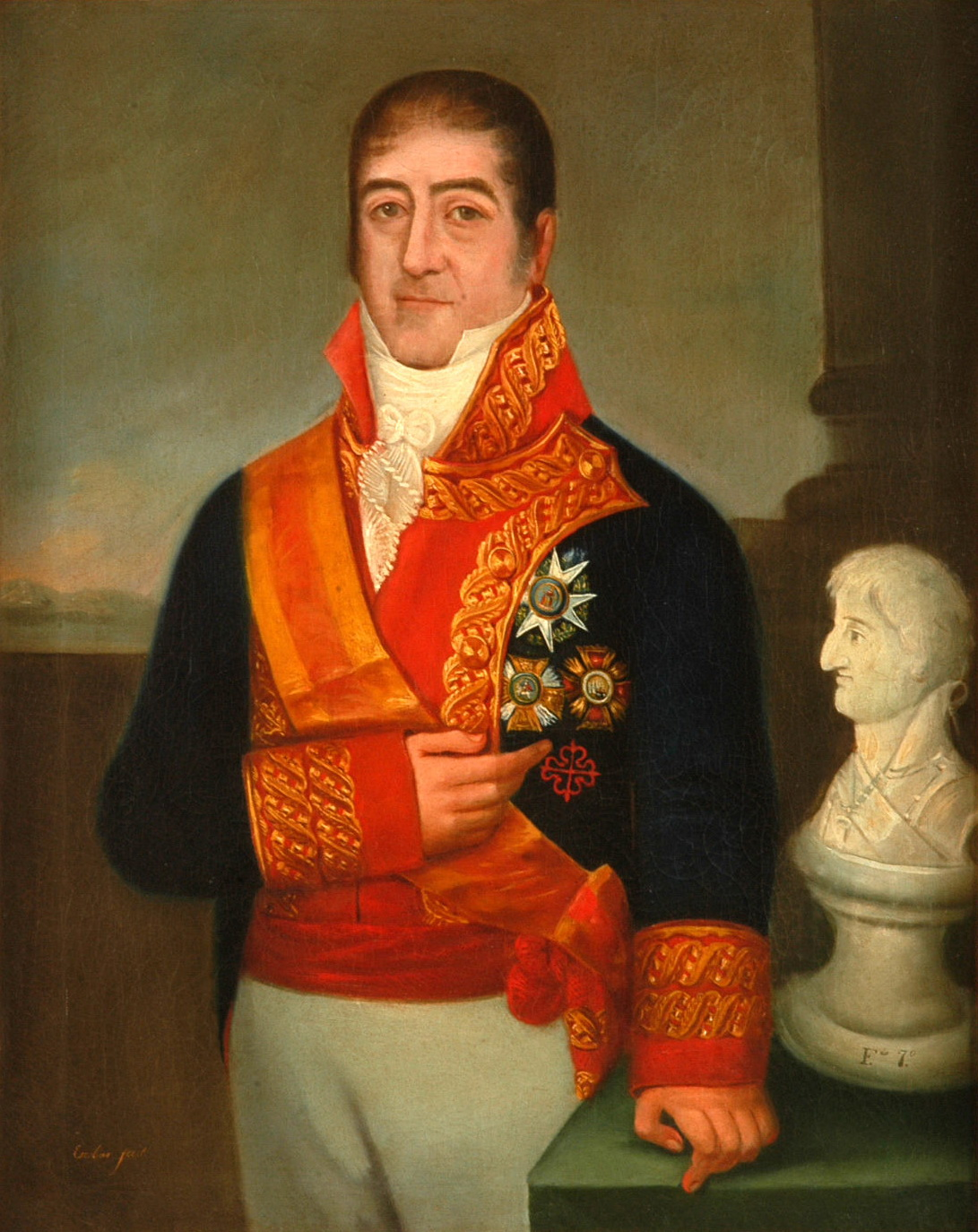
Juan José Ruiz de Apodaca y Eliza (Cádiz, 3 de febrero de 1754-Madrid, 11 de enero de 1835), virrey de la Nueva España (1816-1820), luego jefe político superior de la Nueva España (1820-1821).

Para el 19 de enero de 1817, Mier y Terán parecía retomar el control total de Tehuacán, pertrechándose en la Parroquia de San Francisco, mientras sus hombres tomaban los Conventos del Carmen y del Calvario. Para su mala fortuna, Cámara lo traicionó y entregó a sus 150 hombres de caballería al realista Rafael Bracho, quién a cambio del favor lo indultó.
La tropa realista Bracho tomó El Calvario y atacó a las fuerzas insurgente con más de 562 infantes del batallón Zamora y 46 dragones de Puebla bajo sus órdenes directas, más 39 de caballería de Acatzingo al mando de José Abecia, 300 infantes del regimiento de Castilla al mando de Sebastián Ramos y 100 dragones de México a las órdenes de Pedro Gordillo. La fortaleza de Cerro Colorado fue inútil, pues el mismo día 19 Bracho atacó la ciudad, tomando el centro fácilmente.
El día 21 de enero, ante la falta de un poder que controlara a las fuerzas insurgentes, Cerro Colorado fue entregado a los realistas. La guarnición de esta fortaleza huyó o se acogió al indulto. El mismo día, Mier y Terán firmaba la rendición al tiempo que pedía un salvoconducto, aunque no logró huir por estar enfermo y se quedó en la ciudad de Puebla, con un empleo en la tesorería. Los realistas tomaron El Carmen como cuartel. Cabe destacar que en Tehuacán se acogieron al indulto que ofreció el virrey un total de 570 hombres.

## Consecuencias
En 1829, Mier y Terán tomaría revancha contra las fuerzas de la corona española, pues junto con Antonio López de Santa Anna, vencería a las mismas en la Batalla de Tampico, en la fallida campaña de reconquista. 